# Käpylä vasútállomás
A Käpylä vasútállomás, egy vasútállomás Finnországban, Helsinki településen található.

## Vasútvonalak
Az állomást az alábbi vasútvonalak érintik:
- Helsinki–Riihimäki-vasútvonal

## Kapcsolódó állomások
A vasútállomáshoz az alábbi állomások vannak a legközelebb:
- Pasila vasútállomás (Helsinki Central, Helsinki–Riihimäki-vasútvonal, P Helsinki - Lentoasema- Helsinki, K Helsinki - Kerava, T Helsinki - Riihimäki)
- Oulunkylä vasútállomás (Riihimäki vasútállomás, Helsinki–Riihimäki-vasútvonal, T Helsinki - Riihimäki)
- Pasila car-carrier station (Pasila car-carrier station, Helsinki–Riihimäki-vasútvonal)
- Oulunkylä vasútállomás (Helsinki Central, I Helsinki < Lentoasema < Helsinki, Lentoasema vasútállomás)
- Oulunkylä vasútállomás (Kerava vasútállomás, K Helsinki - Kerava)